# Крај Височина
Крај Височина (чеш. Kraj Vysočina) је један од 14 чешких крајева, највиших подручних самоуправних јединица у Чешкој Републици. Управно седиште краја је град Јихлава, а други већи градови на подручју овог краја су Требич и Хавличкув Брод. Градић Телч је под заштитом УНЕСКО-а, као део Светске баштине.
Површина краја је 6.926 km², а по процени са почетка 2009. године. Височина крај има 517.153 становника.

## Положај
Крај Височина је смештен у средишњем делу Чешке.
Са других страна њега окружују:
- ка североистоку: Пардубички крај
- ка југоистоку: Јужноморавски крај
- ка југозападу: Јужночешки крај
- ка северозападу: Средњочешки крај

## Природни услови
Крај Височина припада већим, западним делом историјској земљи Чешкој, док мањи, источни део припада историјској земљи Моравској. Крај обухвата пространо планинско подручје између Средњочешке котлине на западу и Моравске котлине на истоку. Овај крај је по томе добио име Чешкоморавска висораван (височина) (назив који је преузео и крај).

## Становништво
По последњој званичној процени са почетка 2009. године. Крај Височина има 517.153 становника. Последњих година број становника опада.

## Подела на округе и важни градови

### Окрузи
Крај Височина се дели на 5 округа (чеш. Okres):
1. Округ Ждјар на Сазави - седиште Ждјар на Сазави,
2. Округ Јихлава - седиште Јихлава,
3. Округ Пелхримов - седиште Пелхримов,
4. Округ Требич - седиште Требич,
5. Округ Хавличкув Брод - седиште Хавличкув Брод.

### Градови
Већи градови на подручју краја су:
- Јихлава - 51.000 становника.
- Требич - 38.000 становника.
- Хавличкув Брод - 24.000 становника.
- Ждјар на Сазави - 23.000 становника.
- Пелхримов - 17.000 становника.
- Велики Мезиричи - 12.000 становника.
- Хумполец - 11.000 становника.
- Нове Мјесто у Моравској - 11.000 становника.

## Додатно погледати
- Чешки крајеви
- Списак градова у Чешкој Републици